# Roland Berland
Roland Berland (Saint-Laurent-de-la-Salle, 26 februari 1945) is een voormalig Frans wielrenner. Hij won het Frans kampioenschap op de weg in 1972 en 1979.

## Palmares
1966
2e etappe Circuit du Morbihan
1970
1e etappe Ronde van het Baskenland
1972
 Frans kampioen op de weg
1973
Parijs-Bourges
1977
1e etappe (deel B) Ronde van de Tarn
1978
2e etappe Ronde van Corsica
1979
 Frans kampioen op de weg
Wielerploegen van Roland Berland
Adler ·
Aimar · 
Anquetil ·
Berland ·
Bolley ·
Campagnaro ·
Denson ·
Graczyk ·
Grain ·
Guiot ·
den Hartog ·
Jiménez ·
Leduc ·
Lemeteyer ·
Lepachelet ·
Milesi ·
Novak ·
Riotte ·
Stablinski ·
Steegmans ·
Theillière ·
Wolfshohl
Adler ·
Aimar · 
Anquetil ·
Berland ·
Bolley ·
Campagnaro ·
Denson ·
Genty ·
Ghisellini ·
Graczyk ·
Grain ·
Grosskost ·
Guillaume ·
Guiot ·
Haast ·
den Hartog ·
Head ·
Jiménez ·
Lemeteyer ·
Locatelli ·
Milesi ·
Novak ·
Pinault ·
Plent · 

Rousseau ·
Sels ·
Theillière ·
Van Neste ·
Wolfshohl · 
Wright
Aimar · 
Anquetil ·
Balagué ·
Bellone ·
Berland ·
Bolley ·
Crapez (tot 23/09) ·
Echávarri ·
Gautier ·
Genty ·
Ghisellini ·
Grosskost ·
Janssen ·
Leblanc ·
Legein ·
Novak ·
Pérez Francés ·
Pinault ·
Samyn (tot 30/08) · 
Schleck ·
Sels ·
Sohet ·
A. Vasseur ·
S. Vasseur ·
Wolfshohl · 
Wright · 
Yppersiel
Aranzabal · 
Berland ·
Bernet ·
Bolley ·
Crapez ·
Crépel ·
Davaine ·
Doyen ·
D. Ducreux ·
F. Ducreux ·
Genty ·
Grosskost ·
Hamy ·
Janssen ·
Leblanc ·
Masseys ·
Mendiburu ·
Mortensen ·
Novak ·
Ocaña ·
Panagiotis ·
Quinchon ·
Rosiers ·
Santy · 
Schleck ·
Sohet ·
Van Marck ·
A. Vasseur · 
S. Vasseur ·
Verhaegen · 
Wright
Aranzabal · 
Berland ·
Bolley ·
Campaner ·
Crépel ·
Davaine ·
Desmarets ·
Doyen ·
D. Ducreux ·
F. Ducreux ·
Genty ·
Grosskost ·
Guiot ·
Janssen ·
Jiménez · 
Labourdette ·
Leblanc ·
Letort ·
Mendiburu ·
Mortensen ·
Novak · 
Ocaña ·
Palka ·
Pijnen ·
Ronsmans ·
Rosiers ·
A. Santy · 
G. Santy ·
Schleck ·
Sohet ·
Van Der Linde ·
Van Marck ·
A. Vasseur · 
S. Vasseur ·
Verhaegen · 
Wright
Aranzabal · 
Berland ·
Campaner ·
De Boever ·
Desmarets ·
D. Ducreux ·
F. Ducreux ·
Genty ·
Grosskost ·
Labourdette ·
Lapébie ·
Leman ·
Letort ·
Mortensen ·
Novak · 
Ocaña ·
Palka ·
Pijnen ·
Rosiers ·
A. Santy · 
G. Santy ·
Schleck ·
A. Vasseur · 
S. Vasseur
Agostinho · 
Berland ·
Bernet ·
Catieau ·
Fussien ·
Genty ·
Labourdette ·
Lapébie ·
Letort ·
Mortensen ·
Ocaña ·
Palka ·
Pijnen ·
Romero ·
Rosiers ·
A. Santy · 
G. Santy ·
Schleck ·
A. Vasseur · 
S. Vasseur
Agostinho · 
Balagué ·
Berland ·
Catieau ·
Collinet ·
Croyet ·
Draux ·
Ferrari ·
Fussien ·
Genty ·
Karstens ·
Labourdette ·
Molinéris ·
Mortensen ·
Ocaña ·
Palka ·
Peelman ·
Santy ·
Schleck ·
Smet ·
A. Vasseur · 
S. Vasseur
Andiano ·
Balagué ·
Berland ·
Casas ·
Fussien ·
Gómez ·
González ·
Lazcano ·
Ocaña ·
Peelman ·
Rosiers ·
Tamames ·
D. Torres · 
P. Torres ·
Uribezubia ·
Vallori ·
Vasseur ·
Viejo
Balagué ·
Berland ·
Casas ·
Castán ·
Elorriaga ·
Fuchs ·
Greciano ·
Lazcano ·
López · 
Manzaneque ·
Ocaña ·
Peelman ·
Pérez ·
Rosiers · 
Suárez ·
Tamames ·
Torres ·
Uribezubia ·
Valencia ·
Viejo
Arbès ·
Berland ·
Bossis ·
Chalmel ·
Chassang ·
Chaumaz ·
Cluzaud ·
Hinault · 
Meslet ·
Mintkiewicz · 
Moneyron ·
Perin ·
Quilfen ·
Teirlinck ·
Vasseur ·
Villemiane
Arbès ·
Becaas ·
Berland ·
Bernaudeau ·
Bertin ·
Bossis ·
Chalmel ·
Chassang ·
Chaumaz ·
Cluzaud ·
Didier ·
Hinault · 
Jacobs (tot 30/06) · 
Quilfen ·
Teirlinck ·
Villemiane ·
Vincendeau
Arbès ·
Becaas ·
Berland ·
Bernaudeau ·
Bertin ·
Chalmel ·
Chassang ·
Chaumaz ·
Cluzaud ·
Didier ·
Hinault · 
Le Guilloux ·
Quilfen ·
Villemiane ·
Vincendeau
Arbès ·
Becaas ·
Berland ·
Bernaudeau ·
Bertin ·
Bonnet ·
Chalmel ·
Chassang ·
Chaumaz ·
Cluzaud ·
Didier ·
Hinault  · 
Le Bris ·
Le Guilloux ·
Madiot ·
Quilfen ·
Villemiane ·
Vincendeau